# Ariadna isthmica
Espèce
Ariadna isthmica est une espèce d'araignées aranéomorphes de la famille des Segestriidae.

## Distribution
Cette espèce se rencontre au Nicaragua, au Costa Rica, au Panama et au Brésil.

## Description
Le mâle décrit par Giroti et Brescovit en 2018 mesure 6,24 mm et la femelle 10,56 mm, les mâles mesurent de 4,52 à 7,76 mm et les femelles de 7,2 à 12,48 mm.

## Publication originale
- Beatty, 1970 : The spider genus Ariadna in the Americas (Araneae, Dysderidae). Bulletin of The Museum of Comparative Zoology, vol. 139, no 8, p. 433-518 (texte intégral).